# Католицька церква в Ліберії
Като́лицька це́рква в Лібе́рії — друга християнська конфесія Ліберії. Складова всесвітньої Католицької церкви, яку очолює на Землі римський папа. Керується конференцією єпископів. Станом на 2004 рік у країні нараховувалося близько 165 000 католиків (5,79% від усього населення). Існувало 3 діоцезій, які об'єднували 49 церковних парафій.  Кількість  священиків — 52 (з них представники секулярного духовенства — 36, члени чернечих організацій — 16), постійних дияконів — 0, монахів — 29, монахинь — 42.